# Place des Fêtes (Métro Paris)

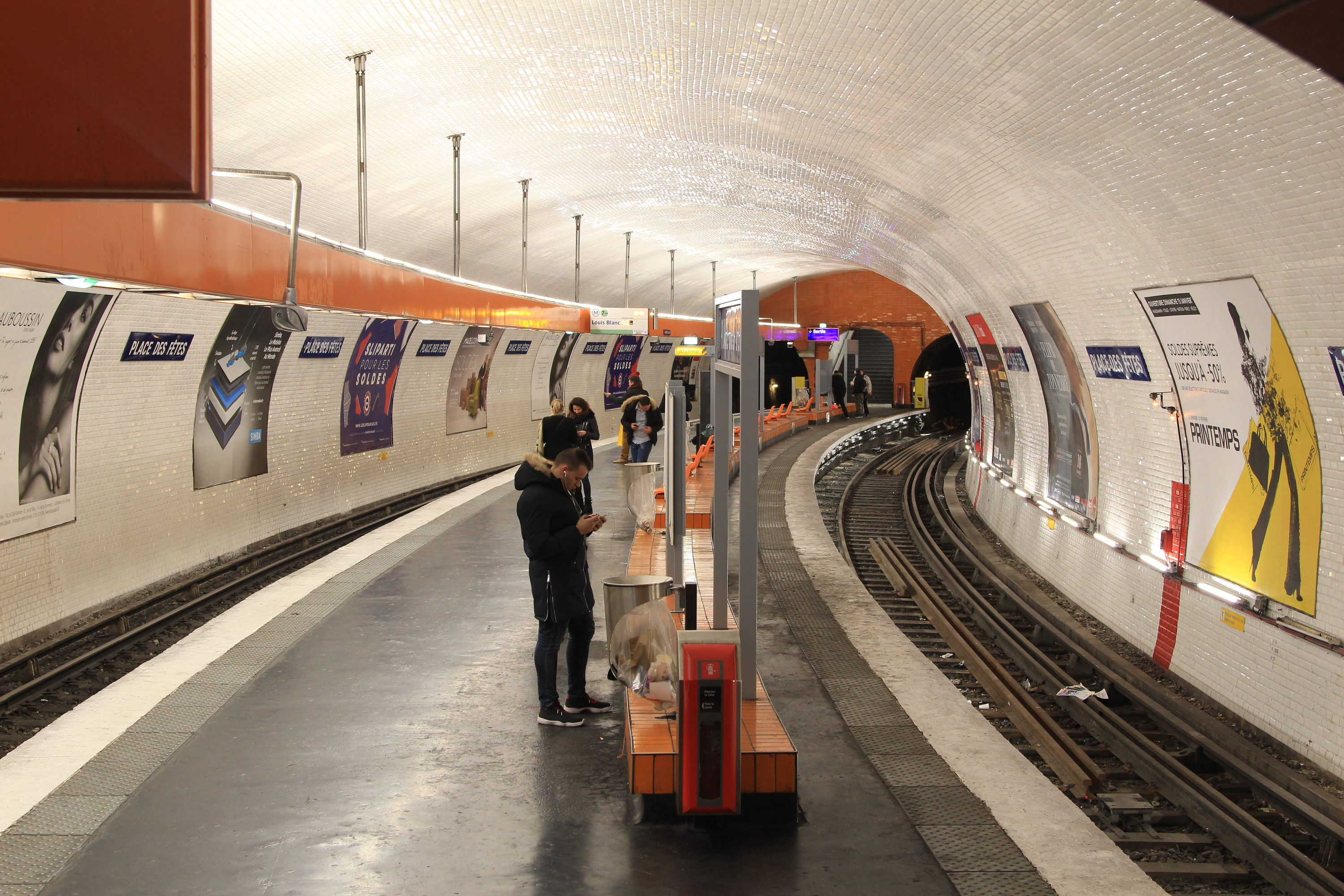
Station der Linie 7bis

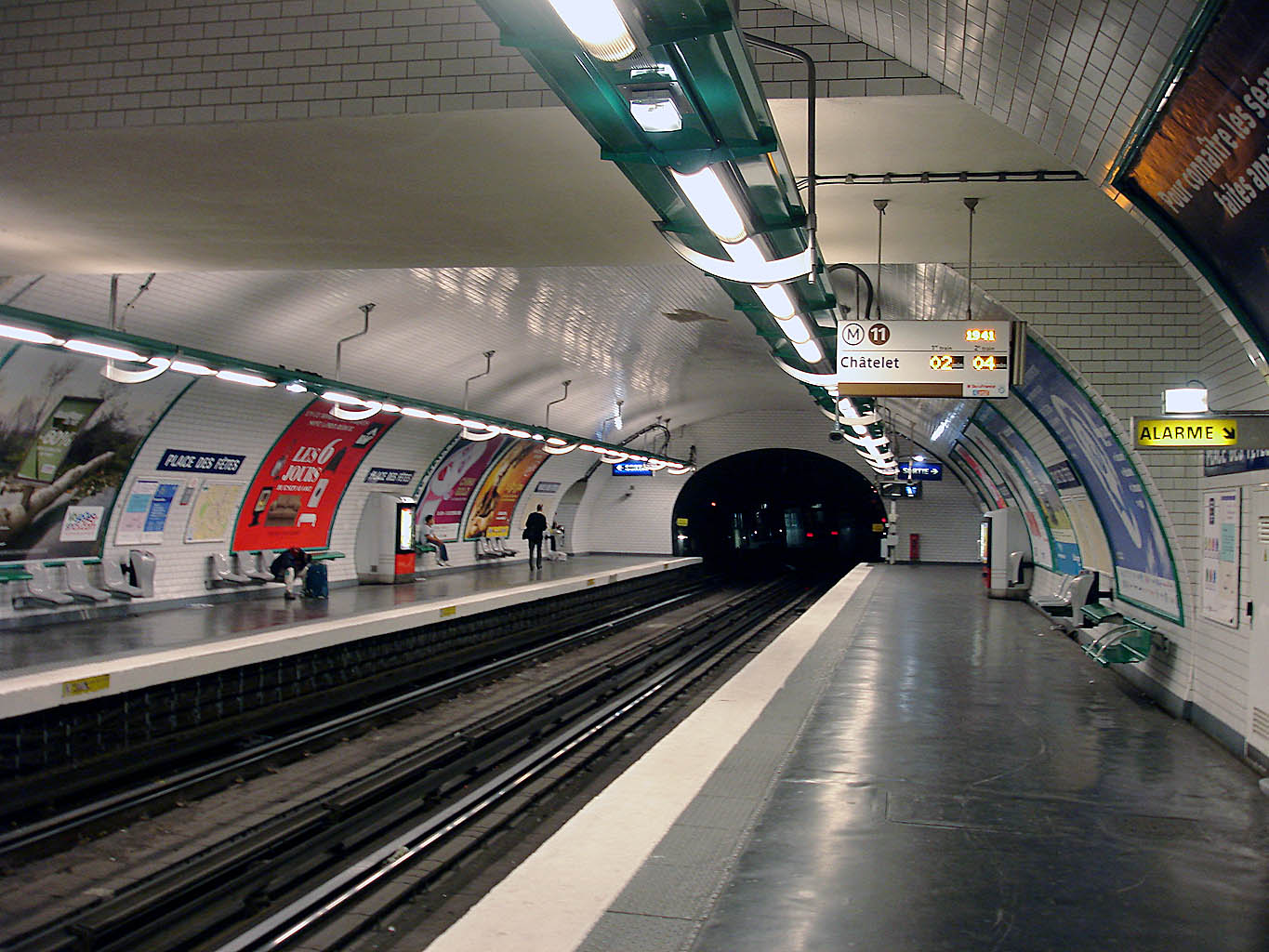
Station der Linie 11

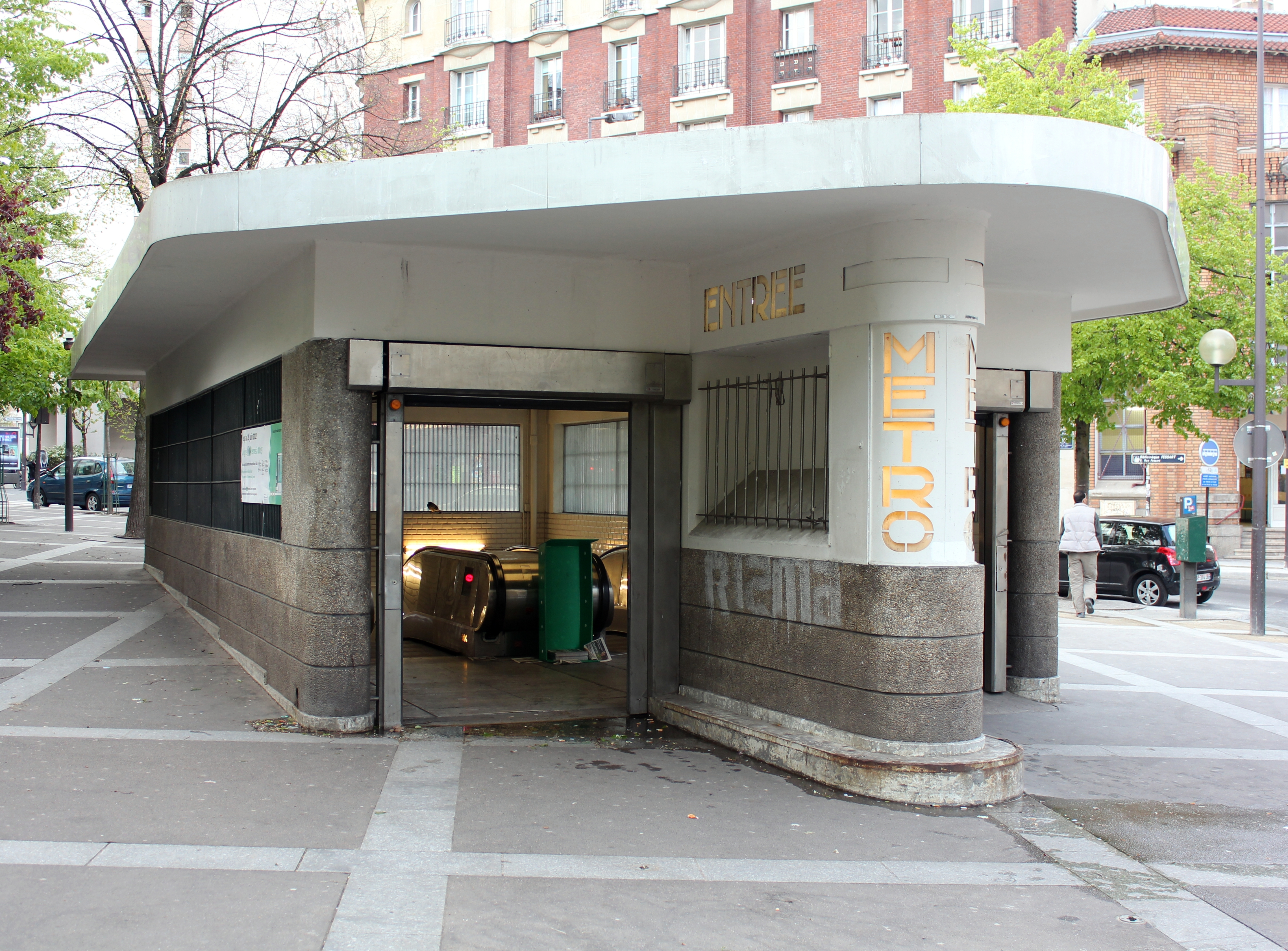
Zugangsbauwerk im Stil des Art déco

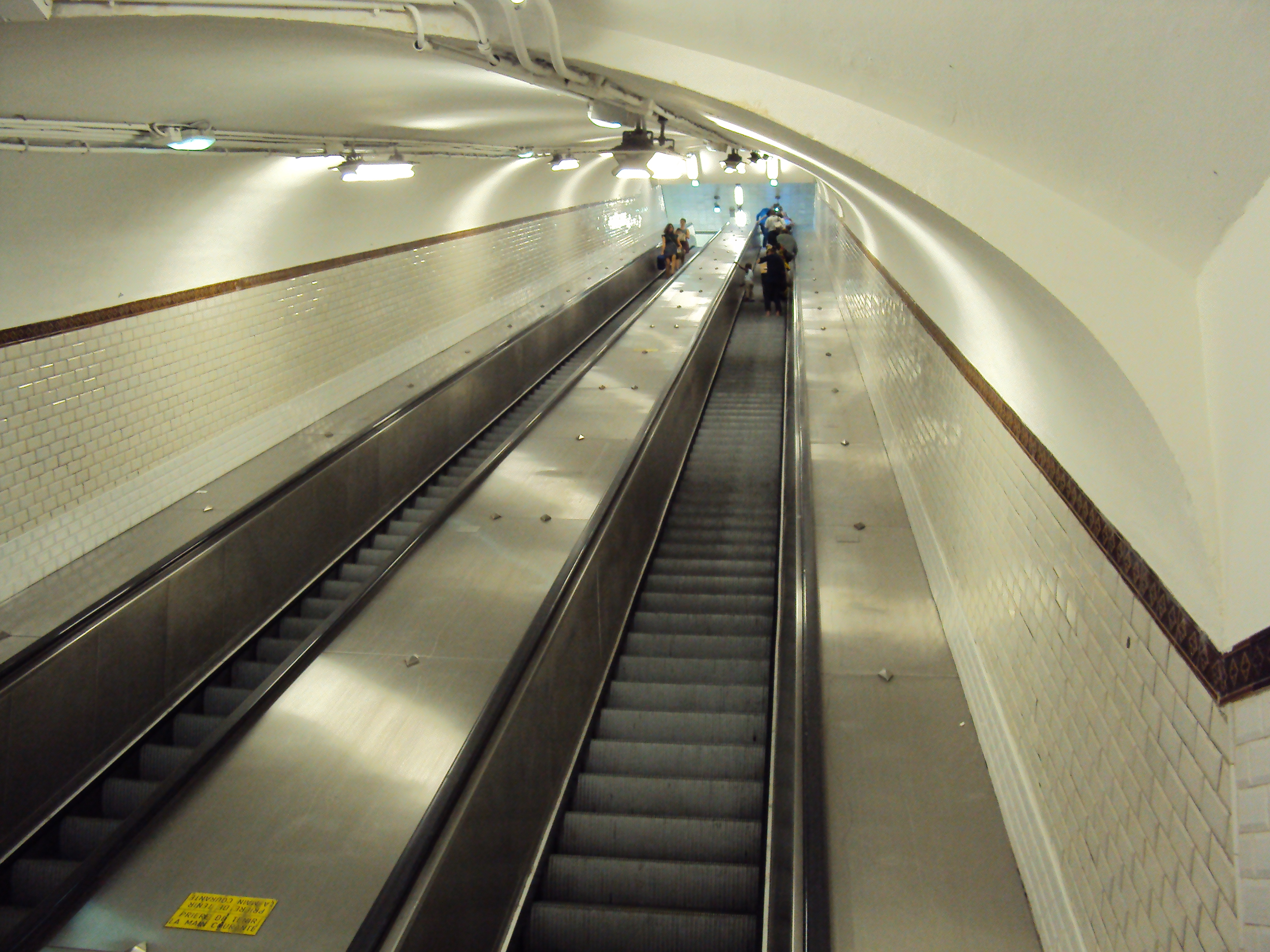
Rolltreppen zum Ausgang

Place des Fêtes [plas de fɛt] ist ein unterirdischer Umsteigebahnhof der Pariser Métro. Er wird von den Linien 7bis und 11 bedient und gehört zu sieben von den mehr als 300 U-Bahnhöfen der Métro, die das Wort „place“ (Platz) im Namen führen. Der U-Bahnhof verfügt über die mit 20,23 m längste Rolltreppe im Métronetz.

## Lage
Der U-Bahnhof befindet sich im Quartier d‘Amérique des 19. Arrondissements von Paris. Er liegt unterhalb des gleichnamigen Platzes.

## Name
Namengebend ist die Place des Fêtes (dt.: Festplatz), die 1836 von der bis 1860 eigenständigen Gemeinde Belleville angelegt wurde.

## Geschichte
Die heutige Linie 7bis wurde am 18. Januar 1911, als Zweigstrecke der am 5. November 1910 eröffneten und damals von Opéra nach Porte de la Villette führenden Linie 7, in Betrieb genommen. Sie führt von deren Zwischenbahnhof Louis Blanc zum in der großen Endschleife „Boucle de Pré-Saint-Gervais“ liegenden Endbahnhof Pré-Saint-Gervais. Die in dieser Schleife befindliche Station Place des Fêtes wurde zunächst ohne Halt durchfahren, sie ging erst am 13. Februar 1912 in Betrieb. Da sie sehr tief liegt, erhielt sie einen Personenaufzug, der zur Straßenebene führte. 1935 wurde er durch eine Rolltreppe ersetzt, das alte Zugangsbauwerk aus roten Ziegelsteinen wurde abgerissen.
In der ersten Zeit wurde die Strecke autonom betrieben. Nach wenigen Monaten wurde der Betrieb dahingehend umgestellt, dass die Züge der Linie 7 von Opéra bis Louis Blanc, und von dort abwechselnd auf den beiden äußeren Streckenästen verkehrten. Diese Betriebsform hielt sich bis zum 3. Dezember 1967. Ab jenem Tag wurde die Strecke – wegen des weit höheren Fahrgastaufkommens auf dem anderen Ast – wieder separat betrieben und erhielt die aktuelle Linienbezeichnung.
Am 28. April 1935 wurde die Station an der Linie 11 eröffnet und zwei weitere Zugänge geschaffen. 1936 wurde sie – wie auch die Station Maison Blanche – als Prototyp eines Schutzraums vor Gasangriffen ausgebaut. Gasdichte Türen und Tore wurden sowohl in den Zugangsbereichen als auch im Streckentunnel installiert. Zum Schutz vor Bombenangriffen wurden zwei neue Zugangsgebäude in Stahlbetonbauweise errichtet.
Während der deutschen Besetzung im Zweiten Weltkrieg wurde die Métrolinie 11 stillgelegt und teilweise ihrer Gleise beraubt. In ihrer Station Place des Fêtes wurde ein Betrieb eingerichtet, der Teile für die Flugzeuge der Luftwaffe produzierte. Erst am 5. März 1945, mehr als sechs Monate nach der Befreiung von Paris, konnte der Verkehr auf der Linie 11 wieder aufgenommen werden. 1956 wurde die Linie als erste des Netzes für den Verkehr mit gummibereiften Zügen umgerüstet.

## Beschreibung
Beide Stationen liegen unter elliptischen, weiß gefliesten Gewölben und sind 75 m lang. Die in einer Kurve befindliche Station der Linie 7bis liegt innerhalb der Endschleife „Boucle de Pré-Saint-Gervais“ an einem eingleisigen Streckenabschnitt, der nur in West-Ost-Richtung befahren wird. Sie hat dennoch einen Mittelbahnsteig zwischen zwei Gleisen, das nördliche Gleis 2bis zweigt vor der Station aus dem Streckengleis aus und mündet hinter der Station wieder in jenes. Unweit davon trennt sich das Betriebsgleis „Voie des Fêtes“, das über die nie in Betrieb gegangene Station Haxo zur Linie 3bis führt, vom Streckengleis.
Die in 24 m Tiefe befindliche Station der Linie 11 weist zwei Seitenbahnsteige auf. Sie liegt, ebenfalls in Ost-West-Richtung, unmittelbar südlich der Station der Linie 7bis.

## Fahrzeuge

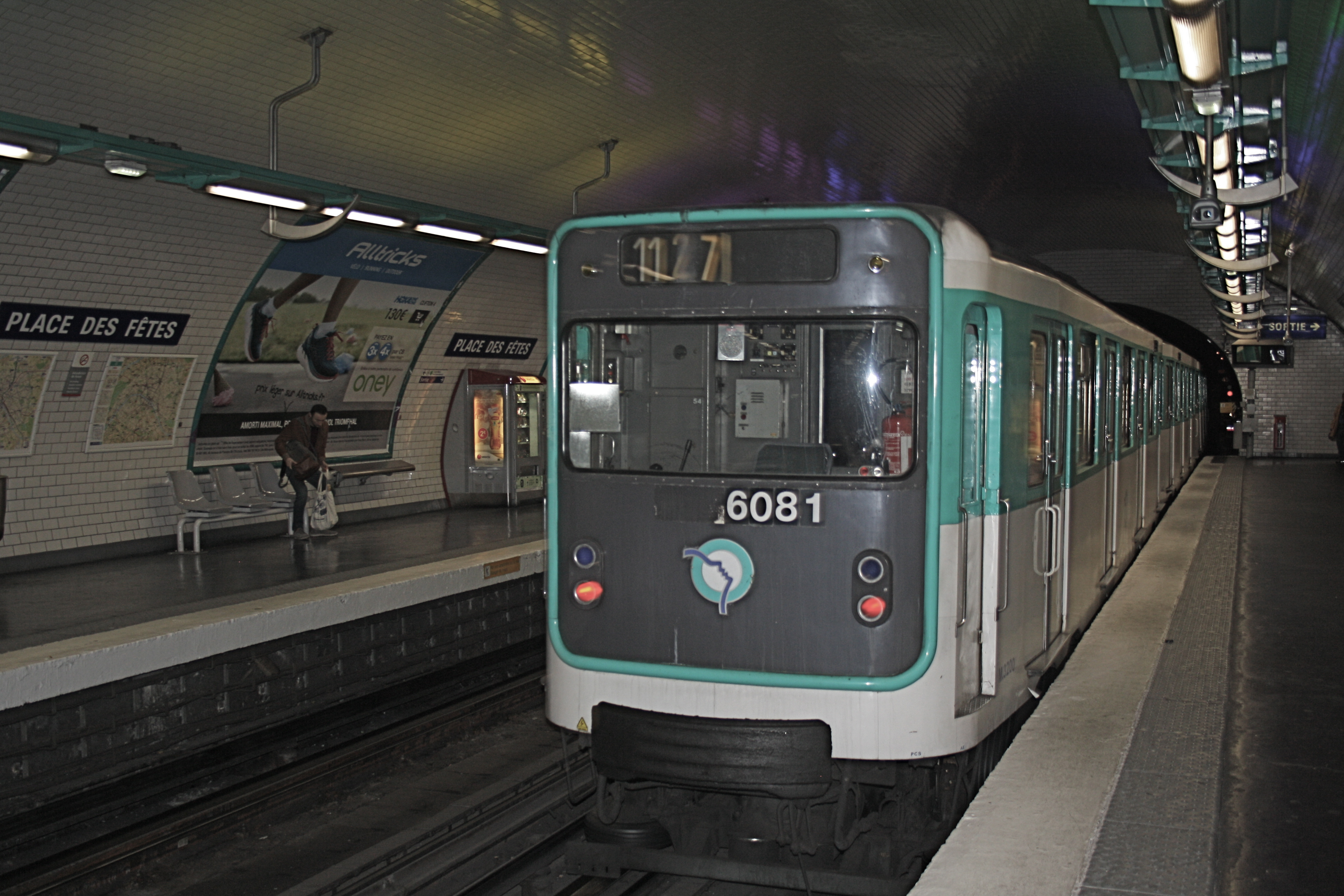
Gummibereifter Zug der Baureihe MP 59 in der Station der Linie 11

Im Juli 1980 wurden die bis dahin auf der Linie 7bis verkehrenden Sprague-Thomson-Züge, die dort zuletzt nur mit vier Wagen verkehrten, innerhalb weniger Wochen durch solche der Baureihe MF 67 ersetzt. Die MF 67 „F“ liefen zunächst in der klassischen Konfiguration als Fünf-Wagen-Züge und wurden später durch Vier-Wagen-Züge der Bauserie „E“ abgelöst. Seit Januar 1994 ist die kurze Linie 7bis die einzige im Netz der Pariser Métro, die – nach einer Übergangszeit bis zum 30. Dezember 1994 ausschließlich – von der nur neun Drei-Wagen-Züge umfassenden Baureihe MF 88 befahren wird.
Die Linie 11 war zunächst ebenfalls mit Sprague-Thomson-Zügen bestückt. Nach dem Umbau der Strecke im Jahr 1956 wurden sie zunächst durch die „Gummi“-Baureihe MP 55 ersetzt. Seit 1999 verkehren Vier-Wagen-Züge der Baureihen MP 59 und (seit 2009) MP 73.

## Umgebung
- Stadtviertel Quartier d’Amérique